# Richard Moore (regista)
Richard Moore (Jacksonville, 4 ottobre 1925 – Palm Springs, 16 agosto 2009) è stato un regista e direttore della fotografia statunitense.
Nel 1953, Moore si unì a Robert Gottschalk per co-fondare Panavision.

## Primi anni di vita
Moore nacque a Jacksonville, nell'Illinois, il 4 ottobre 1925. Conseguì una laurea in cinema presso l'Università della California del Sud. Dopo la laurea, iniziò a lavorare su diari di viaggio e documentari.

## Carriera
Nel 1953 Moore collaborò con Robert Gottschalk per co-fondare Panavision, un'azienda di attrezzature cinematografiche specializzata in macchine fotografiche e lenti. Tra le innovazioni dell'azienda, Panavision sviluppò un obiettivo fotografico specifico per l'uso in formato widescreen, chiamato Cinemascope . Nel 1972 fu introdotta la fotocamera reflex leggera e silenziosa Panaflex adattabile sia in situazioni portatili che in studio. In un'intervista del 2005 con Daily Variety, Moore  spiegò che i suoi legami con Panavision erano stati puramente casuali: "Diventare un cameraman e diventare parte di Panavision è stato rigorosamente - non so come definirlo - fortuna o destino. È qualcosa su cui non avevo programmi. È successo e basta."
Moore lasciò la Panavision nove anni dopo la fondazione dell'azienda. Sua figlia Marina  dichiarò che Moore lasciò Panavision perché "non voleva un lavoro alla scrivania".
I crediti cinematografici di Moore includono i film Indianapolis pista infernale (1969), Sfida senza paura (1971) e Il caso Myra Breckinridge (1970), il western  L'uomo dai 7 capestri (1972) e Annie (1982).
Moore diresse il film Messaggi da forze sconosciute (1978), interpretato da Eli Wallach e David Carradine. per tutta la sua carriera, produsse, diresse e realizzò spot televisivi.

## Premi
Moore ha co-accettato il premio scientifico e ingegneristico dall'Accademia delle Arti e delle scienze cinematografiche nel 1959, per lo sviluppo di un sistema di film cinematografici di grandi dimensioni chiamato Camera 65. Nel 2004, Moore è stato insignito del President's Award dalla American Society of Cinematographers.

## Morte
Richard Moore è morto nella sua casa di Palm Springs, in California, il 16 agosto 2009, per complicazioni dovute alla vecchiaia. Aveva 83 anni.
Moore ha avuto tre figli: Stephen V. Moore, Marina Moore (nata alle Bahamas mentre Moore stava girando scene subacquee per il film di James Bond del 1965, Thunderball) e Martita Laura (morta prematuramente nel 1994). Il matrimonio di Moore con Mary Grace Fuller, che morì nel 1985, si concluse con un divorzio.

## Filmografia
- Annie (1982)
- Circle of Iron (1978) (regista, non direttore della fotografia)
- Hey, I'm Alive (film TV) (1975)
- The Stone Killer (1973)
- The Life and Times of Judge Roy Bean (1972)
- Aesop's Fables (film TV) (1971)
- Talvolta una grande nozione (1970)
- WUSA (1970)
- Myra Breckinridge (1970)
- The Reivers (1969)
- Vincere (1969)
- Changes (1969)
- Wild in the Streets (1968)
- The Scalphunters (1968)
- Maryjane (1968)
- Young Americans (1967) (Documentario)
- Devil's Angels (1967)
- The Wild Angels (1966)
- Daktari (serie TV) (1966)
- Operazione CIA (1965)